# Saša Radulović
Saša Radulović, cyr. Саша Радуловић (ur. 7 czerwca 1965 w Bihaciu) – serbski menedżer, przedsiębiorca i polityk, w latach 2013–2014 minister gospodarki.

## Życiorys
Z wykształcenia inżynier automatyk i elektronik, ukończył studia na Uniwersytecie w Sarajewie. Pracował w Niemczech, Kanadzie i Stanach Zjednoczonych, m.in. w Dolinie Krzemowej. W 2005 osiedlił się w Serbii, zajął się działalnością biznesową jako konsultant i likwidator różnych przedsiębiorstw. Był także doradcą m.in. Rady Europy i OBWE.
We wrześniu 2013 z rekomendacji Serbskiej Partii Postępowej objął stanowisko ministra gospodarki w rządzie Ivicy Dačicia. Podał się do dymisji w styczniu 2014, po czym założył własne ugrupowanie pod nazwą Dosta je bilo, które w wyborach tym samym roku z wynikiem około 2% głosów nie przekroczyło wyborczego progu. W wyborach w 2016 formacja ta otrzymała natomiast około 6% głosów i uzyskała kilkunastoosobową reprezentację poselską. Saša Radulović został wówczas wybrany do Zgromadzenia Narodowego. W 2017 wystartował w wyborach prezydenckich, uzyskując w pierwszej turze głosowania około 1,5% głosów. W 2018 zrezygnował z przywództwa w założonym przez siebie ruchu, ponownie jednak stanął na jego czele w 2019.